# Three Days Grace (demo)
Three Days Grace es el primer demo y primer lanzamiento de la banda Three Days Grace después de su disolusión como Groundswell en 1997. Las canciones son de una atmósfera pesada, abandonando el sonido grunge del primer álbum y con un sonido más parecido al nu metal.

## Listado de canciones
Todas las canciones están compuestas por Adam Gontier

| N.º   | Título           | Duración |  |
| 1.    | «This Movie»     | 4:01     |  |
| 2.    | «TV»             | 3:20     |  |
| 3.    | «In Front of Me» | 2:59     |  |
| 4.    | «My Own Life»    | 3:50     |  |
| 14:10 |                  |          |  |

## Créditos

### Miembros
- Adam Gontier: Voz, guitarra
- Brad Walst: Bajo
- Neil Sanderson: Batería

### Músicos invitados
- Trevor McNevan: Voz en "This Movie"